# 前田知香
前田 知香（まえだ ともか、1984年3月19日 - ）は香川県坂出市出身の女性タレント・歌手である。RNCボーカル&ダンススクール卒業。大学は薬学部出身。以前はTOMOKAの名で活動していた。

## 来歴・人物
- 2002年：YAMAHA U-19コンテストで準優勝・オーディエンス賞を受賞。翌2003年にはマクドナルドのコマーシャルソングを手掛ける。
- 大学卒業と共に音楽活動を本格化。長澤奈央などを手掛ける音楽プロデューサー・都田和志（エースクルー・エンタテインメント代表）の下、オリジナル曲の制作やアーティストの仮歌・コーラスを手掛ける。ちなみに長澤のシングル「GAME」「To you」のコーラスにも参加している。
- 現在はライブ活動やテレビ出演をこなす傍ら、2008年にはHYのライブツアーにコーラス参加するなど、幅広く活動している。
- 4人兄妹の末っ子で、姉1人と兄2人がいる[1]。
- タレントの中村果生莉と仲が良い[2]。
- 2017年結婚。
- 2020年男子を出産。

## ディスコグラフィー

### マキシシングル
| 発売日        | タイトル              | 規格品番   | 収録曲 | 備考                                |
| ------------- | --------------------- | ---------- | --- | ----------------------------------- |
| 2004年7月14日 | feel/いかレスラーの歌 | AVCA-22000 | 1. feel / TOMOKA (作詞:川崎実、作曲:都田和志、編曲:芳賀洋介) 2. いかレスラーの歌 / 西村 修 featuring TOMOKA 3. 4u / TOMOKA 4. feel (instrumental) 5. いかレスラー (instrumental) 6. 4u instrumental)                | avex trax 「TOMOKA」名義            |
| 2007年8月1日  | 忘れない。            | BZCM-1020  | CD 1. 忘れない。 2. Print it on you〜リアルなココロ〜 3. 忘れない。 (instrumental) 4. Print it on you〜リアルなココロ〜 (instrumental) DVD 1. 忘れない。 music clip 2. Print it on you〜リアルなココロ〜 music clip | ベルウッドレコード 「前田知香」名義 |

### アルバム
1. 華の囁き～Breathe Words of Flowers～ / 前田知香
  1. 風と雲に乗って (作詞:中島佳信、作曲・編曲:堀江真美)
  2. His Name is John (作詞・作曲・編曲:堀江真美)
  3. Sweet Love (作詞・作曲・編曲:堀江真美)
  4. The Memories of Love (作詞・作曲・編曲:堀江真美)
  5. 愛と言う名の希望 (作詞:中島佳信、作曲・編曲:堀江真美)
  6. 華の囁き (作詞:中島佳信、作曲・編曲:堀江真美)
  7. I'll be waiting (作詞・作曲・編曲:堀江真美)
  8. 心のパズル (作詞:中島佳信、作曲:前田知香、編曲:堀江真美)
  9. I like You (作詞・作曲:前田知香、編曲:堀江真美)
  10. OVER～越えて～ (作詞・作曲:前田知香、編曲:堀江真美)
  11. My Family (作詞:中島佳信、作曲・編曲:堀江真美)

## 出演

### テレビ
- NTV系『24時間テレビ 「愛は地球を救う」』 (2005年～2008年)
- RNC系『フラワーズ』 (ナビゲーター、～2008年3月）
- RNC系『 いまこれTV!』 (ナビゲーター、2008年10月～)

### CM
- 丸善工業

### タイアップ
2001年
- カプコン「鉄騎」（Xbox用ゲームソフト） テーマソング (2001年)

2002年
- ヤマハ U-19コンテスト 準優勝・オーディエンス賞 受賞

2003年
- マクドナルド テーマソング

2004年
- 映画『いかレスラー』エンディングテーマ

2005年
- Print it on you〜リアルなココロ

2007年
- DVD「ドリフトSPECIAL〜Battle〜」挿入歌
- CS放送『Search for my roots斉藤工のプライベートジャーニー』エンディングテーマ

2011年
- 「華の囁き」 - 西日本放送『RNC news every.』エンディングテーマ（2011年1月4日 - 4月1日）